# Гай Баллард
Гай Воррен Баллард (англ. Guy Warren Ballard; 28 липня 1878, Ньютон (Канзас, США) — 29 грудня 1939) — письменник, співзасновник і лідер релігійної організації Рух «Я Єсмь». Писав під псевдонімом Годфрі Рей Кінг.

## Біографія
1878 р. (28 липня) — Гай Баллард народився в Ньютоні (Канзас, США).

1916 р. — одружується з Едною Енн Вілер.

Баллард служив в армії Сполучених Штатів під час Першої Світової Війни. Потім він працює як гірничий інженер.

1930 р. — згідно з твердженням Балларда, він мав містичний досвід зустрічі з Вознесеним Владикою Сен-Жерменом.

1930 р. — Гай Баллард засновує разом зі своєю дружиною Едною Баллард Рух «Я Єсмь», а згодом для публікації майбутніх книг «Фонд Сен-Жермена» і його видавниче відділення «Saint Germain Press».

1934 р. — виходить його перша книга «Розкриті таємниці», де він описує свою зустріч з Сен-Жерменом.

1934 р. — організовує 10-денні класи на яких вперше публічно отримує послання від Вознесених Владик.

друга половина 1930-х р.р. — проводяться безкоштовні навчальні класи по різних містах США на яких Гай Баллард проголошує подальші послання від Вознесених Владик. Так клас в Лос-Анджелесі, незадовго до смерті Балларда, збирає близько 7000 осіб.

1939 р. — було заявлено про наявність більш ніж 1 мільйона послідовників, хоча тих хто відвідав більш ніж одну вступну лекцію було значно менше.

1939 р. (29 грудня) — Гай Баллард несподівано помирає від атеросклерозу в віці 61 року.

## Містичний досвід
1930 р. Гай Баллард, перебуваючи як гірничий інженер у робочому відрядженні у містечку біля підніжжя гори Шаста (півн. Каліфорнія, США), вирішує дослідити у вільний час схили гори оскільки його зацікавили чутки про існування там відгалуження Великого Білого Братства під назвою «Братство гори Шаста». Під час одного з походів, за твердженням Балларда, йому являється чоловік, що представився як Сен-Жермен, на той момент вже Вознесений Майстер.
Цю зустріч він описав наступним чином:

|                                      | … прийшов час обідати і я шукав гірського джерела з чистою і холодною водою. Тримаючи чашку в руці я нахилився її наповнити, ах ось ніби електричний струм пронизав все моє тіло від голови до ніг. Я подивився навколо, прямо позаду мене стояв молодий чоловік, який, на перший погляд, здавався таким же любителем походів як і я. Придивившись уважніше я зрозумів, що він не був звичайною собі людиною. Як тільки ця думка промайнула в мене в голові він посміхнувшись звернувся до мене: «Брате мій, якщо ти даси мені свою чашку, я дам тобі значно живильнішого напою ніж джерельна вода.» Я послухався і миттю чашка наповнилась якоюсь густою рідиною. Повертаючи чашку мені він промовив: «Випий но це» … |
| — Годфрі Рей Кінг, Розкриті таємниці | |

Після чого молодий чоловік почав довгий дискурс в причини і мету цієї зустрічі і згодом представився Балларду як Сен-Жермен, на той час вже Вознесений Владика. Ця зустріч стала відправною точкою всієї подальшої діяльності Балларда.

## Вознесений Владика Годфре
У Вченні Вознесених Владик стверджується, що після смерті Баллард досяг вознесіння і нині є Вознесеним Владикою Годфре. Також стверджується, що серед тих втілень які він мав на шляху до вознесіння були втілення Річардом I Левове Серце і Джорджем Вашингтоном.

Послання від його імені присутні як в діяльності Маркаі Елізабет Профет так і Мікушиної Т. М.